# Dhudharukot
Dhudharukot (nepalski: धुधारुकोत) – gaun wikas samiti w zachodniej części Nepalu w strefie Seti w dystrykcie Achham. Według nepalskiego spisu powszechnego z 2011 roku liczył on 621 gospodarstw domowych i 3124 mieszkańców (1715 kobiet i 1409 mężczyzn).